# Cyanocorax
Cyanocorax är ett släkte inom familjen kråkfåglar med arter som huvudsakligen förekommer i Mellan- och Sydamerika. Dessa fåglar har förhållandevis korta vingar och lång stjärt och hos adulta fåglar i häckningsdräkt bildar hjässans och pannans fjädrar en yvig kam.

## Arter inom släktet
Nedanstående lista följer AviList.
- Svartstrupig skatskrika (Cyanocorax colliei) – tidigare i Calocitta
- Vitstrupig skatskrika (Cyanocorax formosus) – tidigare i Calocitta
- Brunskrika (Cyanocorax morio) – tidigare i Psilorhinus
- Azurskrika (Cyanocorax caeruleus)
- Violettskrika (Cyanocorax violaceus)
- Purpurskrika (Cyanocorax cyanomelas)
- Krulltofsskrika (Cyanocorax cristatellus)
- Grönskrika (Cyanocorax yncas)
- Brokskrika (Cyanocorax mystacalis)
- Hondurasskrika (Cyanocorax melanocyaneus)
- Yucatánskrika (Cyanocorax yucatanicus)
- Purpurryggig skrika (Cyanocorax beecheii)
- Sanblasskrika (Cyanocorax sanblasianus)
- Durangoskrika ( Cyanocorax dickeyi)
- Svartbröstad skrika (Cyanocorax affinis)
- Azurnackad skrika (Cyanocorax heilprini)
- Cayenneskrika (Cyanocorax cayanus)
- Plyschtofsskrika (Cyanocorax chrysops)
- Brasilienskrika (Cyanocorax cyanopogon)